# Municipio de Bremen (Minnesota)
El municipio de Bremen (en inglés: Bremen Township) es un municipio ubicado en el condado de Pine en el estado estadounidense de Minnesota. En el año 2010 tenía una población de 240 habitantes y una densidad poblacional de 2,56 personas por km².

## Geografía
El municipio de Bremen se encuentra ubicado en las coordenadas 46°17′49″N 93°0′2″O / 46.29694, -93.00056. Según la Oficina del Censo de los Estados Unidos, el municipio tiene una superficie total de 93.77 km², de la cual 93,21 km² corresponden a tierra firme y (0,59 %) 0,55 km² es agua.

## Demografía
Según el censo de 2010, había 240 personas residiendo en el municipio de Bremen. La densidad de población era de 2,56 hab./km². De los 240 habitantes, el municipio de Bremen estaba compuesto por el 99,17 % blancos, el 0,42 % eran amerindios y el 0,42 % eran de una mezcla de razas. Del total de la población el 0,42 % eran hispanos o latinos de cualquier raza.